# Sozialistische Arbeiter- und Kleinbauernwahlorganisation
Die Sozialistische Arbeiter- und Kleinbauernwahlorganisation (finnisch: Sosialistinen Työväen ja Pienviljelijöiden Vaalijärjestö, STPV) war eine parteiähnliche Organisation, die von 1924 bis 1930 in Finnland bestand. Sie ging aus der Sozialistischen Arbeiterpartei Finnlands (Suomen Sosialistisen Työväenpuolueen, SSTP) hervor. Mit den Kommunistengesetzen die auf Initiative der Lapua-Bewegung beschlossen wurden, wurde die STPV 1930 aufgelöst. Kandidaten der äußersten Linken hatten daraufhin bis zum Kriegsende in Finnland 1944 keine Möglichkeit, nominiert zu werden.

## Wahlergebnisse

### Ergebnisse bei Parlamentswahlen
| Jahr | Abgeordnete | Stimmen | Prozent |
| ---- | ----------- | ------- | ------- |
| 1924 | 18          | 091 839 | 10,45 % |
| 1927 | 20          | 109 939 | 12,08 % |
| 1929 | 23          | 128 164 | 13,47 % |

### Ergebnisse bei Kommunalwahlen
| Jahr | Ratsmitglieder | Stimmen | Prozent |
| ---- | -------------- | ------- | ------- |
| 1925 | 901            |         |         |
| 1928 | 1 035          |         |         |

### Ergebnisse bei Präsidentschaftswahlen
| Jahr | Wahlmänner | Stimmen | Prozent | Kandidat       |
| ---- | ---------- | ------- | ------- | -------------- |
| 1925 | 16         | 41 213  | 6,6 %   | Matti Väisänen |